# Lugnano in Teverina
Lugnano in Teverina – miejscowość i gmina we Włoszech, w regionie Umbria, w prowincji Terni.
Według danych na rok 2004 gminę zamieszkiwało 1606 osób, 55,4 os./km².